# 더 블랙 키스
더 블랙 키스(The Black Keys)는 2001년 오하이오주 애크런에서 결성된 미국의 록 듀오이다. 이 그룹은 댄 아우어백 (기타, 보컬)과 패트릭 카니 (드럼)로 구성되어 있다. 더 블랙 키스는 초기에 독립적으로 활동하며 지하실에서 음악을 녹음하고 음반을 자가 제작하였다. 이후 2000년대 개러지 록 부흥의 두 번째 물결 속에서 가장 인기 있는 개러지 록 아티스트 중 하나로 부상하였다. 이들의 거칠고 블루스적인 록 사운드는 아우어백이 받은 주니어 킴브러, R. L. 번사이드, 하울링 울프, 로버트 존슨 등 블루스 아티스트들의 영향을 강하게 반영하고 있다.

## 음악 스타일
더 블랙 키스는 블루스 록, 개러지 록, 펑크 블루스, 인디 록, Lo-Fi , 얼터너티브 록 등으로 분류되어 왔다. 《페이스트》에 따르면, "이들은 블루스에서 사이키델리아, 고전적인 옛 스타일의 로큰롤까지 넘나들며, 가장 흥미로운 곡들 상당수가 이 모든 요소들을 하나로 결합하고 있다"고 평가되었다.

## 음반 목록
스튜디오 음반
- The Big Come Up (2002)
- Thickfreakness (2003)
- Rubber Factory (2004)
- Magic Potion (2006)
- Attack & Release (2008)
- Brothers (2010)
- El Camino (2011)
- Turn Blue (2014)
- Let's Rock (2019)
- Delta Kream (2021)
- Dropout Boogie (2022)
- Ohio Players (2024)
- No Rain, No Flowers (2025)